# San Vero Milis
San Vero Milis (en sard, Sant 'Eru) és un municipi italià, dins de la província d'Oristany. L'any 2007 tenia 2.525 habitants. Es troba a la regió de Campidano di Oristano. Limita amb els municipis de Baratili San Pietro, Milis, Narbolia, Riola Sardo, Seneghe, Tramatza i Zeddiani.

## Administració
| Període | Identitat      | Partit        |
| ------- | -------------- | ------------- |
| 2005-   | Antonio Chessa | Llista cívica |